# Tyranny (gra komputerowa)
Tyranny – komputerowa gra fabularna stworzona przez Obsidian Entertainment. Została wydana 10 listopada 2016 roku przez Paradox Interactive na systemy Windows, OS X i Linux.
Akcja gry toczy się w świecie, którego większość podbiły armie zła. Celem gracza jest dokończenie dzieła i pomoc w podbiciu ostatnich obszarów.

## Fabuła
Tyranny rozgrywa się w Terratusie, fikcyjnym świecie fantasy. Siły zła pod dowództwem hegemona Kyrosa podbijają kolejne znane obszary i przez ponad 400 lat nikt nie może ich powstrzymać. Kyros jako jedyny może wydawać tzw. Edykty – potężne czary, których moc jest w stanie niszczyć całe miasta. Namiestnikami władcy są istoty posiadające zdolności magiczne zwane Archontami. Na jego polecenie mogą dowodzić armiami i władać obszarami królestwa. Akcja gry toczy się w Terasach, ostatnim wolnym regionie, którego mieszkańcy nie ugięli się przed tyranem. Gracz przyjmuje rolę Przedstawiciela, a jego celem jest pilnowanie, by wola Kyrosa była egzekwowana.
W Terasach istnieją różne ugrupowania, a do najważniejszych należą: Wzgardzeni walczący pod przywództwem Archonta wojny, Szkarłatny Chór pod wodzą Archonta tajemnic i walcząca z armią zła Gwardia Vendrieńska. W trakcie rozgrywki bohater spotyka postacie, które mogą się do niego przyłączyć. Są to Archont pieśni – Sirina, wojownik Kamiennych Tarcz – Barik, członkini Szkarłatnego Chóru – Zwrotka, mag Lantry, mag wody Eb i bestia Zabija-w-cieniu.

## Rozgrywka
Tyranny to komputerowa gra fabularna z widokiem izometrycznym. Gra rozpoczyna się od stworzenia postaci i wyboru umiejętności. W przeciwieństwie do wielu innych gier z tego gatunku nie można wybrać rasy i klasy. Przed rozpoczęciem właściwej rozgrywki gracz może wybrać tzw. tryb podboju. Jest to symulacja trzech lat, w trakcie których armie Kyrosa podbijają kolejne obszary. Tryb składa się z szeregu podejmowanych wyborów, które mają wpływ na dalszy przebieg gry.
Podobnie jak w innych grach fabularnych, gracz spotyka na swojej drodze postaci niezależne, z których część można przyłączyć do drużyny, inne z kolei mogą zlecić wykonanie zadań. Wybierane opcje dialogowe podczas rozmów z napotkanymi osobami mają wpływ na reputację głównego bohatera. Wysoki współczynnik negatywnej lub pozytywnej reputacji skutkuje przyznaniem dodatkowych umiejętności. Walka prowadzona jest w czasie rzeczywistym z możliwością włączenia aktywnej pauzy. Postacie mogą używać broni białej, dystansowej i magii. Gra kończy się porażką w momencie, gdy poziom życia wszystkich postaci spadnie do zera.

## Produkcja
W 2015 roku studio wydało grę Pillars of Eternity ufundowaną ze składek w serwisie Kickstarter, co uratowało firmę przed bankructwem. Tyranny, podobnie jak Pillars of Eternity, powstała przy użyciu zmodyfikowanego silnika Unity. Reżyser gry Brian Heins powiedział, że zespół uporał się z większością problemów technicznych podczas prac przy Pillars of Eternity, co pozwoliło im skupić się na samej grze. Produkcję gry zapowiedziano oficjalnie podczas Game Developers Conference w marcu 2016 roku. W trakcie tworzenia autorzy czerpali inspiracje z wielu mediów. Motywacją dla hełmu Głosów Nerata była postać Gemini z serialu Thundarr the Barbarian. Modele głównej postaci były wzorowane na tych pochodzących z animowanych serialów o Batmanie, komiksów o Hellboyu i serialu Gwiezdne wojny: Wojny klonów. Wygląd Wzgardzonych oparto na gwardii Minga z filmu Flash Gordon. Broń dostępna w grze została zaprojektowana tak, by pasowała do epoki brązu, ale nie miała powiązań kulturowych.

## Odbiór
Gra została dobrze przyjęta przez media branżowe. Chwalono unikalną fabułę, bogaty i ciekawie zaprojektowany świat i wpływ wyborów gracza na rozgrywkę. Grzegorz Bobrek pochwalił wybory moralne, których gracz musi dokonać w trybie podboju, i limit czasowy w głównym zadaniu z pierwszego aktu. Docenił też to, że wypróbowanie wszystkich opcji dialogowych może się skończyć dla gracza negatywnie. Redaktor skrytykował walkę, która jego zdaniem jest nudna i stanowi sztuczne wydłużenie rozgrywki. Leif Johnson z IGN podkreślił, że choć gra jest krótka, to można ją przejść na różne sposoby i dokonać innych wyborów. Jako jeden z pozytywnych aspektów uznał limit postaci w drużynie wynoszący cztery. Jego zdaniem pozwala to na lepsze zarządzanie nimi w walce i łatwiejsze rozdzielanie przedmiotów. Za negatywne redaktor uznał małą różnorodność przeciwników i ich rozmieszczenie w poszczególnych lokalizacjach.